# Berberidacee
Berberidaceele (Berberidaceae) sunt o familie de plante superioare angiosperme dicotiledonate din ordinul Ranunculales, care cuprinde arbuști sau plante erbacee, perene, răspândite mai ales în regiunile temperate din emisfera nordică. Au frunze alterne, simple sau compuse. Florile sunt hermafrodite, trimere, dispuse în raceme, panicule, cime sau solitare. Periantul este dispus pe două cercuri. Au 4-9 sepale, iar petalele, în număr de 4-6, au la bază adesea nectarine. Staminele sunt 4-6, libere, cu gineceul cu ovar superior, format dintr-o singură carpelă. Fructul este o bacă, la unele genuri dehiscentă. Flora spontană a României conține 5 specii aparținând genurilor: Gymnospermium; Berberis (drăcilă) și Mahonia (mahonie).

## Descriere
- Berberidaceele cuprind plante perene lemnoase (arbuști), rar erbacee cu rizomi sau tuberculi. În România cresc numai arbuști. În tulpină fasciculele libero-lemnoase sunt împrăștiate ca la monocotiledonate. Unele specii (Berberis, Hydrastis) conțin în organele vegetative alcaloizi (berberină, hidrastină) folosiți în tratarea hemoragiilor și a afecțiunilor hepato-biliare. Lemnul este colorat de obicei în galben de berberină.

- Frunzele sunt caduce sau sempervirescente, simple (Berberis), palmat-lobate (Podophyllum) sau penat-compuse (Mahonia), rar bipenat- sau tripenat-compuse (Nandina).  Ele sunt dispuse de obicei altern, rar opus (Podophyllum). Frunzele lăstarilor lungi sunt uneori complet transformate în spini (Berberis). Stipelele lipsesc. Frunzele pot fi întregi sau spinos dințate. Nervația frunzelor este penată sau palmată, reticulată.

- Flori bisexuate (hermafrodite), actinomorfe, hipogine, de obicei hexamere sau trimere, dispuse în fascicule, raceme, cime, panicule (Nandina), sau solitare (Jeffersonia) cu elementele florale dispuse ciclic. Periantul (învelișul floral) dublu, dispus pe două cercuri, cu sepale și petale libere, imbricate. Formulă florală: ⚥✴K3+3 C3+3 A3+3 G1 sau P3+3A3+3G1

- Caliciul dialisepal, cu (2) 4-9 sepale, de obicei dispuse pe două rânduri, libere, imbricate; el este verde (Podophyllum) sau petaloid (Berberis), rar absent (Achlys).

- Corola dialipetală, cu 4-6 petale, uneori mai multe, dispuse pe două rânduri, libere, adesea cu două glande nectarifere (nectarine sau nectarii) la bază lor; corola este absentă  la Achlys.

- Androceul de obicei cu 6 stamine, dispuse pe două cercuri (verticile), uneori pana la 18 stamine (Podophyllum) sau redus la 4 stamine (Epimedium). Staminele sunt libere, opuse petalelor, cu filamente scurte, și antere ce se deschid prin valve (clape sau căpăcele) longitudinale de la bază în sus, uneori prin crăpături longitudinale (Nandina, Podophyllum). Baza filamentelor staminale este sensibilă încât cea mai mică atingere determină curbarea anterelor peste stigmat (tigmonastie) efectuându-se astfel autopolenizarea.

- Gineceu unicarpelar (monocarpelar), format dintr-o singură carpelă. Ovar superior, unilocular, cu multe ovule anatrope, uneori cu 1 ovul (Nandina), placentație parietală sau bazală. Stil foarte scurt sau absent. Stigmatul mare, discoidal, subsesil (aproape sesil), uneori cu 3 lobi.

- Fructul este de obicei o bacă unicarpelară, obișnuit roșie sau albastră. Fructul mai poate fi o capsulă dehiscentă (Jeffersonia) sau o achenă (Achlys). Semințele cu embrion mic, endosperm abundent, uneori cu aril. Cotiledoanele uneori concrescute (Leontice). Polenizarea este entomofilă (prin intermediul insectelor). Semințele și fructele sunt răspândite prin animale sau păsări. Capsulele de Leontice sunt răspândite de vânt.

## Specii din România
Flora spontană a României conține 5 specii aparținând la 3 genuri: 
- Berberis julianae = Drăcilă iuliană
- Berberis thunbergii = Drăcilă japoneză
- Berberis vulgaris = Drăcilă
- Gymnospermium altaicum (Leontice odessana) = Leontiță
- Mahonia aquifolium = Mahonie

## Specii din Republica Moldova
Flora din Republica Moldova conține 3 specii, una cultivată și 2 spontane ce aparțin la 3 genuri: 
- Berberis vulgaris L. = Dracilă obișnuită, Dracilă comună
- Gymnospermium odessanum  (DC) Takht. = Gimnospermium de Odesa
- Mahonia aquifolium  Nutt. = Mahonie

## Genuri
- Achlys
- Berberis
- Bongardia
- Caulophyllum
- Diphylleia
- Dysosma
- Epimedium
- Gymnospermium
- Jeffersonia
- Leontice
- Mahonia
- Nandina
- Podophyllum
- Ranzania
- Sinopodophyllum
- Vancouveria